# Сизобугорский сельсовет
Сизобуго́рский сельсове́т — сельское поселение в Володарском районе Астраханской области Российской Федерации.
Административный центр — село Сизый Бугор.

## Географическое положение
Сельсовет расположен в западной части Володарского района. С северной части территории граничит с МО «Султановский сельсовет», северо-восточной части территории граничит с МО «Тумакский сельсовет», с юго-восточной части граничит с МО «Зеленгинский сельсовет», а с юго-западной стороны граничит с Камызякским районом. Расстояние от областного центра до села Сизый Бугор — 45 км, до райцентра 21 км.

## История
Сельсовет образован в 1967 году, в современных границах с 2000 года. Население сельсовета — 2837 человек, из них мужчины — 1361 (48,0 %), женщины — 1476 (52,0 %).

## Население
| 2010  | 2012  | 2013  | 2014  | 2015  | 2016  | 2017  |
| ----- | ----- | ----- | ----- | ----- | ----- | ----- |
| 2837  | ↗2890 | ↗2902 | ↗2904 | ↗2907 | ↘2886 | ↗2890 |
| 2018  | 2019  | 2020  | 2021  |       |       |       |
| ↘2871 | ↘2831 | ↘2815 | ↗3135 |       |       |       |

Этнический состав
| Национальность | Численность (2010) | Процент |
| -------------- | ------------------ | ------- |
| Казахи         | 2639               | 93,1%   |
| Русские        | 156                | 5,5%    |
| Татары         | 17                 | 0,6%    |
| Коми           | 3                  | 0,1%    |
| Таджики        | 3                  | 0,1%    |
| Узбеки         | 3                  | 0,1%    |
| Не указана     | 15                 | 0,5%    |
| Всего          | 2836               | 100%    |

## Состав сельского поселения
В состав сельского поселения входят 5 населённых пунктов:
| № | Населённый пункт | Тип населённого пункта       | Население |
| - | ---------------- | ---------------------------- | --------- |
| 1 | Ахтерек          | село                         | ↘276      |
| 2 | Плотовинка       | посёлок                      | ↘175      |
| 3 | Сахма            | село                         | ↘379      |
| 4 | Сизый Бугор      | село, административный центр | ↗1582     |
| 5 | Яблонка          | село                         | ↘425      |